# Ivan Kuz'mič Makarov
Ivan Kuz'mič Makarov (in russo Иван Кузьмич Макаров?; Saransk, 23 marzo 1822 – San Pietroburgo, 9 aprile 1897) è stato un pittore russo.

## Biografia
Di incerta provenienza geografica, era figlio del servo pittore Kuz'ma Aleksandrovič Makarov. 
Dopo aver studiato con Aleksej Markov, Ivan Makarov scelse di dedicarsi ai ritratti, partecipando però alla decorazione della cattedrale del monastero di Spasskij, nei pressi del Cremlino di Kazan'.
Ivan Makarov si recò spesso in Occidente. Viaggiò soprattutto in Germania (Berlino, Dresda, Monaco di Baviera) e Italia: è attestato a Venezia e a Bologna e trascorse un anno e mezzo a Roma.